# Regions històriques de Romania
Les regions històriques de Romania es troben a Europa central, sud-oriental i oriental. Romania va néixer a través de la unificació de dos principats, Valàquia i Moldàvia el 1862. El nou estat unitari es va estendre per altres regions en diverses èpoques durant la fi dels segles XIX i XX, inclosa la Dobrudja el 1878, i Transsilvània el 1918.
Aquestes regions formen part actualment de Romania:
 Valàquia (unida amb Moldàvia el 1859 per crear la Romania moderna):
- Muntènia (Valàquia Major);
- Oltènia (Petita Valàquia): el territori entre els rius Danubi i Olt i els Carpats del Sud va passar a formar part del Principat de Valàquia a principis del segle xiv.[4]

 Moldàvia (unida a Valàquia el 1859 per crear la Romania moderna):
- Moldàvia occidental: actualment forma part de Romania des de 1944;
- Bucovina del Sud: després de la unió amb Romania el 1918 (inicialment, tota la regió de Bucovina va formar part de Romania, fins a la Segona Guerra Mundial).

 Dobruja:
- Dobruja del Nord: a Romania des del 1878 (a excepció d'algunes illes danubianes i de l'illa de les Serps, que es van incorporar a la Unió Soviètica el 1948 i van passar a formar part d'Ucraïna el 1991).

Valàquia, l'oest de Moldàvia i la Dobruja de vegades es denominen col·lectivament Regat (Regne), ja que van formar el "Vell" Regne romanès abans de la Primera Guerra Mundial.
 Transsilvània (de vegades el terme comprèn no només Transsilvània pròpiament dita, sinó també part de les regions històriques de Crișana, Maramureș i Banat. Les noves fronteres van ser establertes pel Tractat de Trianon el 1920 entre els respectius estats):
- Transsilvània pròpiament dita: després de la declaració de la unió amb Romania el 1918;
- Banat: des del 1918 es va reivindicar i finalment es va dividir entre Romania, Regne de Serbis, Croats i Eslovens (avui Sèrbia) i Hongria;
- Crișana: la regió vorejada pels rius Mureș i Someș i les muntanyes Apuseni, després de la declaració de la unió el 1918,[5] finalment dividida entre Hongria i Romania;
- Maramureș: part de la regió muntanyosa del nord-oest, després de la declaració de la unió el 1918,[6] finalment dividida entre Txecoslovàquia i Romania (avui, Maramureș del Nord forma part d'Ucraïna).

Entre el 1918 i el 1920, durant les revolucions i intervencions a Hongria, la guerra hongaresa-romanesa va afectar també part d'aquests territoris fins a la resolució final dels assumptes estatals per part de la Conferència de Pau de París.

Mapa administratiu de Romania el 1930

Aquestes regions i territoris van formar part de Romania en el passat:
- Bessaràbia: aquest territori va formar part (com a meitat oriental) de Moldàvia fins al 1812, quan es va incorporar a l'Imperi rus. Tota la regió va passar a formar part de Romania del 1918 al 1940, quan va ser ocupada pels soviètics. Romania va aconseguir annexionar-lo de nou el 1941, però el va perdre el 1944, durant la Segona Guerra Mundial.[7]
- Bessaràbia meridional (inclosa una part de Budjak): el 1856, la part sud de Bessaràbia va ser retornada a Moldàvia, que es va unir amb Valàquia el 1859 per crear la Romania moderna. El 1878, es va pressionar Romania per canviar aquest territori per la Dobruja i es va restablir el domini rus sobre ell.
- Bucovina del Nord: la regió va formar part de Romania del 1918 al 1940 quan va ser ocupada pels soviètics; Romania va aconseguir annexionar-lo de nou el 1941, però el va perdre el 1944. Avui forma part de l'òblast de Txernivtsi a Ucraïna.[8]
- Regió d'Hertza: territori de Moldàvia, va formar part de Romania des del 1859 fins al 1940, quan va ser ocupada pels soviètics; Romania va aconseguir annexionar-lo de nou el 1941, però el va perdre el 1944. Avui forma part de l'òblast de Txernivtsi a Ucraïna.[9]
- Dobruja meridional: es va annexionar a Bulgària el 1913, després de la Segona Guerra dels Balcans. Es va tornar búlgar després del 1940.[10]
- Illa de les Serps: illa situada al mar Negre, que va formar part de Romania entre 1878 i 1948.

Principat de Moldàvia durant el regnat de Stefà el Gran

- Transnístria: controlada per Romania del 1941 al 1944 com a govern de Transnístria (Romania no va incorporar formalment Transnístria al seu marc administratiu).[11]
- Pocútia: controlada al voltant d'un segle i mig amb interrupcions del principat romanès de Moldàvia.[12] La regió va estar ocupada per Romania durant diversos mesos el 1919.[13][14]